# 原理
原理（拉丁語：principium）、原則或定律，是存在於某個系統中的一組法律、規則與基本前提。這個體系中的其他事物，大體上都可以經由這個基本規律來推導、解釋與預測；這個體系中的成員，都應該遵守這個基本規律，在這套規則下運作。經由了解這個體系的原理，可以了解到整個體系的基本特徵，或是反映出這個體系被設計的目的。如果這個體系下的某個原理被忽略，可能造成體系無法運作，或是這個行為將無法達成其目的。
在哲學、數學及物理學中，都常使用這個名詞。在數學中，以公理（axiom）、公设（postulate）及邏輯基礎作為整個數學體系的原理。

## 字源
原理（英語：principle）的字根最早來自於古希臘語：，字面意義為起點或起源，古希臘人將事物的來源，事物的本質，元素，以及古人的教導，皆稱為。這個希臘名詞被譯為拉丁名詞。的字根可以分析為pri-（最初的、第一的、首要的），以及cipi或是cippus（字面意思為石頭、基石）這兩個部分，字面上的意思為最初的基石。之後傳入法語與德語，最終進入英文。
這個名詞在日本明治時期，由福地源一郎譯為主義，但在稍後，主義一詞被改來譯英語中有後綴字-ism的名詞，principle被譯為原理，之後傳入中國。漢語中，又根據不同語境，譯為原則、定律等。
在歐洲，原理被用來描述在某個系統中，最複雜與最基礎的法律、教義、學說與假設。也可以用於各種邏輯推導時，最基礎與形式化的規則或是法則。也可以用於自然科學中，用來描述宇宙的基礎規律，解釋自然或人工物體進行運動與變化時，在其表面现象之下的基本原則以及運作原則。

## 概論
在自然科學中，原則為一抽象的客體，反映出某個（或某些）現象或機制的運作中，其普遍存在的基本規律，存在着一个适用范围，超出其适用范围，原理可能会发生根本变化。
原則是一種一般化，人類使用這些普遍存在的解釋進行預測。